# George Brecht

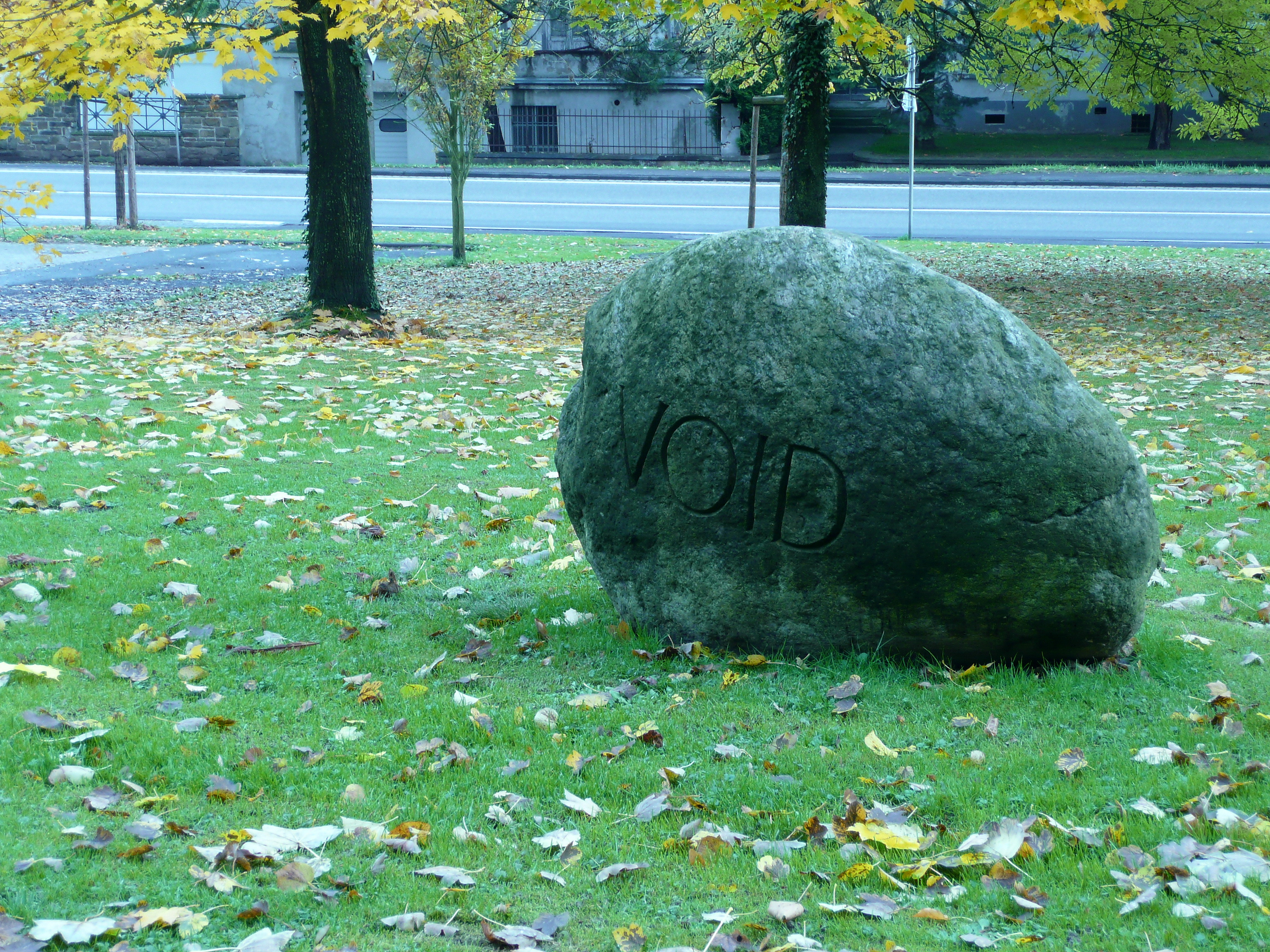
George Brecht: Void Stone, Arp Museum Bahnhof Rolandseck

George Brecht, geboren als George MacDiarmid (Halfway (Oregon), 27 augustus 1926 - Keulen, 5 december 2008) was een minimalistisch kunstenaar en "componist". Hij was tevens scheikundige die als raadgever werkte voor maatschappijen als Pfizer, Johnson & Johnson en Mobil Oil, om zijn artistieke bezigheden te financieren. Hij was een vroege Fluxus-artiest. Zijn pseudoniem was een eerbetoon aan Bertolt Brecht. Brecht woonde sinds 1972 in Keulen en won in 2006 de prestigieuze "Kunstpreis Berlin'. Hij was ook kunsttheoreticus, die talloze theoretische verhandelingen schreef over de relatie tussen aspecten van de nieuwe muziek en specifieke environments. Hij maakte ook kunstenaarsboeken. Brecht stierf in december 2008.